# Crimes et Délits (pièce de théâtre)
Ne pas confondre avec le film Crimes et Délits (1989) de Woody Allen.
Crimes et Délits (Brott och brott) est une pièce de théâtre suédoise d'August Strindberg (drame en quatre actes), écrite en 1899 et créée en 1900.

## Argument
Voir le synopsis de l'adaptation au cinéma (1919) ci-après visée. 

## Personnages
- Maurice, dramaturge
- Jeanne, son épouse
- Marion, leur fille de 5 ans
- Adolphe, artiste-peintre
- Henriette, son épouse, maîtresse de Maurice
- Émile, frère de Jeanne
- Madame Catherine
- L'Abbé
- Le Commissaire
- Le Majordome

## Fiche technique
- Titre : Crimes et Délits
- Titre original : Brott och brott
- Titre original alternatif : Rus
- Auteur : August Strindberg
- Date d'écriture : 1899
- Date de la première représentation : 26 février 1900
- Lieu de la première représentation : Théâtre dramatique royal (Dramaten), Stockholm

## Reprises (sélection)
Théâtre dramatique royal (Dramaten), Stockholm
- 1916 : Harriet Bosse (Henriette), Anders Henrikson (le majordome)
- 1924 : Gustaf Molander (Maurice), Alf Sjöberg (le commissaire)
- 1936 : Harriet Bosse (Henriette), Renée Björling (Jeanne), mise en scène d'Alf Sjöberg
- 1960 : Allan Edwall (Adolphe), Eva Dahlbeck (Henriette), Sif Ruud (Madame Catherine), décors et costumes de Marik Vos-Lundh
- 1980 : Jan Malmsjö (Maurice), Stellan Skarsgård (Adolphe), Gösta Prüzelius (l'abbé)

## Adaptations au cinéma
- 1919 : Intoxication (Rausch), film muet allemand d'Ernst Lubitsch, avec Alfred Abel (Maurice, rebaptisé Gaston), Grete Diercks (Jeanne), Carl Meinhard (Adolphe, rebaptisé Adolph), Asta Nielsen (Henriette)
- 1928 : Synd, film muet suédois de Gustaf Molander, avec Lars Hanson (Maurice), Elissa Landi (Jeanne), Hugo Björne (Adolphe), Gina Manès (Henriette)